# Zygomaturus

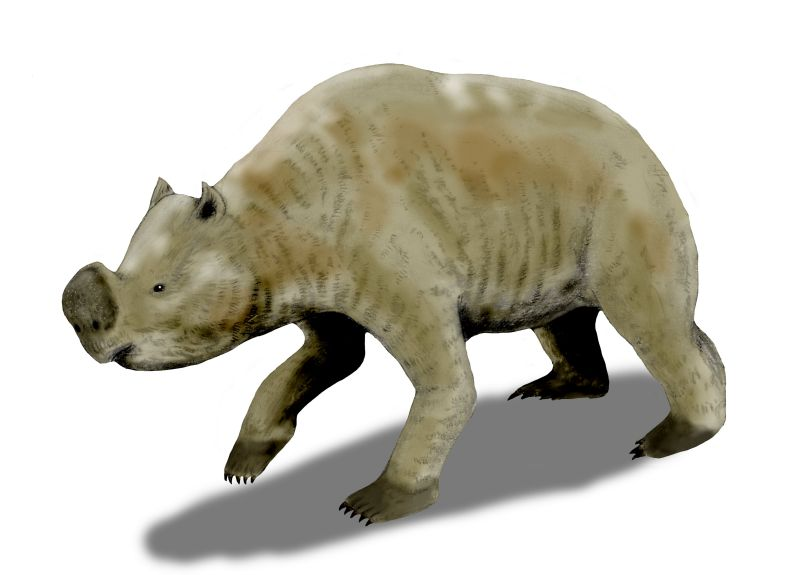
Reconstrucción de Zygomaturus trilobus

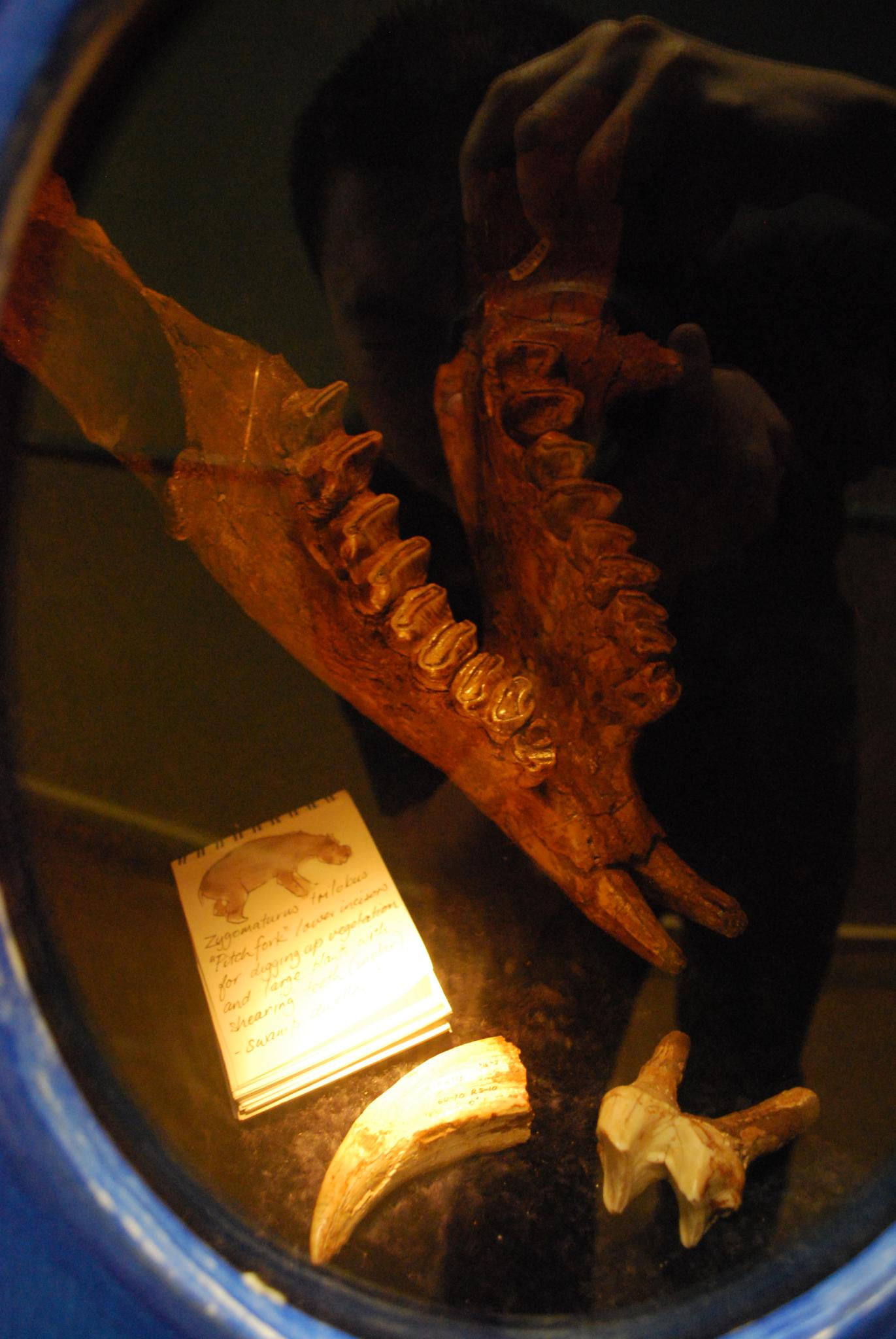
Quijada de Zygomaturus trilobus

Zygomaturus es un género extinto de marsupial herbívoro de gran tamaño que habitó en Australia durante el Pleistoceno. Poseía un cuerpo pesado y patas gruesas, con una constitución que debió ser similar al moderno hipopótamo pigmeo tanto en tamaño como en forma, alcanzando en su adultez hasta 2,5 metros de longitud y 1 metro de alto, llegando a pesar aproximadamente entre unos 400 a 500 kilogramos. Este animal cuadrúpedo se caracterizaba por la presencia de dos prominencias óseas sobre su cráneo, en el inicio de su hocico, similares a pequeños cuernos. Este género vivió en zonas húmedas costeras en los márgenes continentales de Australia y se extinguió hace cerca de 45.000 años. Se piensa que Zygomaturus expandió su rango geográfico hacia el interior del continente siguiendo los cursos de agua. Se cree que vivía de manera solitaria o tal vez en pequeños rebaños. Zygomaturus probablemente comía cañas y juncias usando sus incisivos inferiores como palas, para cortarlas en racimos.